# Beheaded
Beheaded ist eine maltesische Death-Metal- und Brutal-Death-Metal-Band aus Fgura, die im Jahr 1991 gegründet wurde.

## Geschichte
Die Band wurde im Jahr 1991 gegründet und bestand aus dem Schlagzeuger Chris Brincat und dem Gitarristen David Bugeja. Als Sänger kam kurze Zeit später Marcel Scalpello hinzu. In den folgenden Jahren änderte sich die Besetzung um die beiden mehrfach, ehe im Jahr 1995 das erste Demo Souldead erschien. Hierauf waren als weitere Mitglieder der Gitarrist Tyson Fenech und der Bassist David Cachia zu hören. Zudem nahm die Gruppe auch das Lied Vae Victus für eine lokale Kompilation auf. Das Demo wurde an diverse Magazine, Radiostationen und Labels gesandt. Im Jahr 1996 erreichte die Band dadurch einen Plattenvertrag bei dem schwedischen Label X-Treme Records. Im Juni desselben Jahres begannen in den Temple Studios die Aufnahmen zum Debütalbum, das Anfang 1998 unter dem Namen Perpetual Mockery erschien. Zu der Zeit  der Veröffentlichung war der Gitarrist Fenech durch Omar Grech ersetzt worden. Das Album wurde unter anderem im Kerrang und im Terrorizer rezensiert. Im Sommer desselben Jahres folgten die ersten Auftritte außerhalb Maltas, mit Konzerten in Tschechien, der Slowakei und Deutschland. Während dieser Tour trat die Gruppe unter anderem als Vorband für Vader, Dying Fetus, Defaced Creation, Deranged und Fleshless auf. Kurz nach ihrer Rückkehr nach Malta, trennte sich die Band von ihrem Sänger Scalpello und ersetzte ihn durch Lawrence Joyce. Nachdem sich die Gruppe von ihrem Label getrennt hatte, nahm die Band im Jahr 1999 ein weiteres Demo auf, das fünf Lieder umfasste. Dadurch erreichte die Band einen Vertrag bei dem dänischen Label Mighty Music. Hierüber erschien das Demo als EP unter dem Namen Resurgence of Oblivion. Nach weiteren Konzerten arbeitete die Band von Januar bis Mai 2001 an neuen Liedern für ihr zweites Album. Die Aufnahmen hierzu fanden in den Temple Studios statt unter der Leitung von David Vella. Im Juli ging die Band auf eine Europatournee zusammen mit den Labelkollegen Anasarca, auf der sie auch unter anderem auf dem Obscene Extreme spielte. Anfang 2002 erschien das zweite Album unter dem Namen Recounts of Disembodiment. Der Tonträger wurde erneut im Terrorizer rezensiert. Mighty Music konnte zudem Resurgence of Oblivion und Recounts of Disembodiment an das US-amerikanische Label Forever Underground Records lizenzieren. Im April und Mai 2002 fand die erste Tour durch die USA statt, die 20 Auftritte umfasste unter anderem auch Teilnahmen am Ohio Deathfest und dem New Jersey Metal Meltdown. Danach begab die Band sich nach Europa, um auf dem deutschen Fuck the Commerce zu spielen. Zwischen Ende 2002 und Mitte 2003 änderte sich die Bandbesetzung erneut und man trennte sich von Mighty Music. Durch ein Demo, das zwei Lieder umfasste, erreichte die Gruppe die Aufmerksamkeit von Unique Leader Records, was zu einem Vertragsabschluss im April 2004 führte. Im Juli und August 2004 nahm die Band das Album Ominous Bloodline in den Temple Studios auf und wurde in den USA bei Imperial Mastering gemasterter. Im Oktober folgte eine kleine Tour durch Europa zusammen mit der belgischen Band Prejudice und trat dabei auch auf dem Ludwigshafen Deathfest auf. Das Album erschien im März 2005. Der Veröffentlichung schlossen sich diverse Touren und Auftritte auf Festivals auf. Ab 2009 änderte sich die Besetzung der Band. Sie bestand nun aus dem Schlagzeuger Chris Brincat, dem Gitarristen Omar Grech, dem Bassisten David Cachia, sowie den neuen Mitgliedern Frank Calleja als Sänger und Robert Agius als Gitarrist. In der neuen Besetzung nach die Band unter anderem am Neurotic Death Fest, dem Death Feast Open Air und dem Mountains of Death teil. Danach beendete die Band die Arbeiten zu ihrem nächsten Album. Die Gruppe begab sich in die Temple Studios, um die Lieder aufzunehmen, wobei der Gesang in dem 16th Cellar Studio in Rom unter der Leitung von Stefano Morabito aufgenommen wurde. Morabito übernahm auch das Abmischen und Mastern des Albums. Der Tonträger erschien im November 2012 über Unique Leader Records unter dem Namen Never to Dawn.

## Stil
In seiner Rezension zu Resurgence of Oblivion bezeichnete Robert Müller vom Metal Hammer Beheaded als erste Death-Metal-Band Maltas. Die Band sei technisch anspruchsvoller und brutaler als auf dem Debütalbum. Laut Alexander Eitner von metalnews.de handle das Album Never to Dawn textlich vom Thema „Wasser“. Auf dem Tonträger habe sich die Band etwas vom Brutal Death Metal der Marke Suffocation gelöst und sich stärker dem Oldschool-Death-Metal gewidmet.

## Diskografie
- 1995: Souldead (Demo, Eigenveröffentlichung)
- 1998: Perpetual Mockery (Album, X-Treme Records)
- 2000: Resurgence of Oblivion (EP, Mighty Music)
- 2002: Recounts of Disembodiment (Album, Mighty Music)
- 2005: Ominous Bloodline (Album, Unique Leader Records)
- 2012: Never to Dawn (Album, Unique Leader Records)
- 2017: Beast Incarnate (Album, Unique Leader Records)